# Втачківці
Втачковце (словац. Vtáčkovce) — село в окрузі Кошиці-околиця Кошицького краю Словаччини. Площа села 3,74 км². Станом на 31 грудня 2016 року в селі проживало 293 жителі.

## Історія
Перші згадки про село датуються 1427 роком.

## Географія
Протікає річка Трстянка.

## Населення
| Рік:            | 1994. | 2004.    | 2014.    | 2024.    |
| --------------- | ----- | -------- | -------- | -------- |
| Кількість осіб: | 572   | 829      | 1035     | 1305     |
| Різниця:        |       | +44,93 % | +24,84 % | +26,08 % |

| Рік:            | 2023. | 2024.   |
| --------------- | ----- | ------- |
| Кількість осіб: | 1279  | 1305    |
| Різниця:        |       | +2,03 % |